# Start-up (film)
Pour les articles homonymes, voir Startup (homonymie).
Pour plus de détails, voir Fiche technique et Distribution.
Start-up (hangeul : 시동 ; RR : Sidong, littéralement « Démarrage ») est une comédie dramatique sud-coréenne écrite et réalisée par Choi Jeong-yeol, sortie en 2019. Il s’agit de l'adaptation du webtoon Shidong de Jo Geum-San (publié entre 2014 et 2015).
Elle totalise plus d'un million d'entrées au box-office sud-coréen de 2019.

## Synopsis
Taek-il (Park Jung-min), un jeune rebelle de dix-huit ans, vit avec sa mère (Yeom Jeong-a), ancienne championne de volley-ball. Allant contre sa volonté, il décide d'abandonner le lycée et passe ses journée avec son meilleur ami Sang-pil (Jung Hae-in). Un jour, il quitte soudainement la maison pour se rendre à Gunsan dans la province du Jeolla du Nord où il trouve un emploi de livreur pour un restaurant chinois et rencontre le mystérieux cuisinier Geo-seok (Ma Dong-seok). De son côté, Sang-pil commence à travailler pour un bureau de prêt privé.

## Fiche technique
Sauf indication contraire ou complémentaire, les informations mentionnées dans cette section peuvent être confirmées par la base de données  KMDb.
- Titre original : 시동
- Titre international : Start-up
- Réalisation et scénario : Choi Jeong-yeol
- Direction artistique : Sohn Min-jung
- Costumes : Nam Ji-soo
- Photographie : Lee Hyeong-bin
- Son : Kim Chang-seop
- Montage : Lee Gang-hui
- Production : Kang Hye-jeong, Jo Seong-min et Ryoo Seung-wan
- Société de production : Filmmaker R & K
- Société de distribution : Next Entertainment World
- Pays d’origine :  Corée du Sud
- Langue originale : coréen
- Format : couleur
- Genre : comédie dramatique
- Durée : 102 minutes
- Date de sortie :
  - Corée du Sud : 18 décembre 2019

## Distribution
- Ma Dong-seok : Geo-seok
- Park Jung-min : Taek-il
- Jung Hae-in : Sang-pil
- Yeom Jeong-a : la mère de Taek-il
- Choi Sung-eun : Kyeong-joo
- Kim Jong-soo : le propriétaire Kong
- Yoon Kyeong-ho : Kim Dong-hwa
- Kim Kyeong-duk : Bae Gu-man
- Go Doo-shim (en) : la grand-mère de Sang-pil